# Insurgente Miguel Hidalgo y Costilla nationalpark
Insurgente Miguel Hidalgo y Costilla nationalpark är en nationalpark i Mexiko. Den ligger i den östra delen av landet, 30 km sydväst om huvudstaden Mexico City. Insurgente Miguel Hidalgo y Costilla nationalpark ligger 3 083 meter över havet.